# Nyctiophylax amykos
Nyctiophylax amykos är en nattsländeart som beskrevs av Malicky 1997. Nyctiophylax amykos ingår i släktet Nyctiophylax och familjen fångstnätnattsländor. Inga underarter finns listade i Catalogue of Life.